# برنهارد فيسل
برنهارد فيسل (بالألمانية: Bernhard Wessel)‏ هو لاعب كرة قدم ألماني في مركز حراسة المرمى، ولد في 20 أغسطس 1936 في ألمانيا. لعب مع بوروسيا دورتموند.

## وصلات خارجية
- برنهارد فيسل على موقع قاعدة بيانات كرة القدم.إي يو (الإنجليزية)
- برنهارد فيسل على موقع بيانات كرة القدم. دي إي (الألمانية)
- برنهارد فيسل على موقع عالم كرة القدم.نت (الإنجليزية)